# Bălăneasa, Bacău
Bălăneasa (maghiară Balanyásza) este un sat în comuna Livezi din județul Bacău, Moldova, România.